# Schummellieschen
 Schummellieschen oder auch nur Schummeln ist ein Kartenspiel mit einfachen Regeln. Der Sinn des Spiels ist es, die Regeln unbemerkt zu brechen und zu betrügen. Das Spiel ist auch unter den Titeln Mogeln, Schwindeln, Schmu, Bullshit, Bescheißen, Lügen, Betrügen oder auch Lügen und betrügen bekannt.
Der Duden (Herkunftswörterbuch) sieht die Abstammung des Wortes Schummeln (schommeln) vermutlich von einer früheren Bedeutung des Wortes für „hastige Bewegungen“ abgeleitet, wie sie etwa bei Taschenspielertricks erforderlich sind.

## Spielregeln
Ein normales Skat- oder Romméblatt ohne Joker wird gleichmäßig unter allen Mitspielern aufgeteilt. Die Spielerzahl ist unbegrenzt, sind es mehr als fünf, werden 52 Karten oder bei Bedarf auch zwei Kartenspiele verwendet.
Die Spieler nehmen ihre Karten auf und ordnen diese in der Hand.
Das Spiel beginnt, indem eine beliebige Karte vom ersten Spieler aufgedeckt gelegt wird und abwechselnd diese Farbe oder Figur nun verdeckt ‚bedient‘ wird, indem diese Farbe angesagt und eine Karte auf die erste gelegt wird.
Da es Ziel ist, als Erster alle Karten loszuwerden, muss man schummeln.
Wenn ein Spieler vermutet, diese Karte sei ‚regelwidrig‘ abgelegt, entspreche also nicht der angesagten Farbe, ruft er „Schummellieschen“ oder klopft auf den Tisch und die letzte Karte wird aufgedeckt.
Hatte der Spieler Recht mit seiner Vermutung, muss der Schummler den gesamten Stapel aufnehmen. Hat er sich geirrt, bleiben die Karten bei ihm selbst.
Alle Arten des Schummelns sind erlaubt, so dürfen auch mehrere Karten abgelegt werden. Wird ein Spieler beim Mogeln ertappt, so muss er die auf dem Tisch liegenden Karten auf die eigene Hand nehmen.

## Varianten
- Anstatt nach Farben zu spielen, kann auch vereinbart werden, die Karten in der Reihenfolge ihrer Werte abzulegen. Diese Variante ist sehr verbreitet. Dies hat für den Spieler, der alle im Spiel befindlichen Karten eines Wertes hält, den Vorteil, dass er genau weiß, dass die anderen Mitspieler lügen und er einen großen Stapel auflaufen lassen kann, bevor er klopft. Bei dieser Variante kann eher kalkuliert werden, wann man mit welcher Karte an der Reihe ist und eventuell vorher klopfen, um dann, selbst wenn dann nicht gemogelt wurde, nur wenige Karten zurückzuerhalten.
- Es wird in einem Zug immer die gleiche Karte gespielt und die Anzahl der Karten darf von jedem Spieler frei gewählt werden (Spieler 1: 2 sechs, Spieler 2: 4 sechs, Spieler 3: 3 sechs). Jeder Spieler kann zu jeder Zeit sagen, die Karten seien „geschummelt“. Hierzu klopft der Spieler auf den Tisch oder sagt „geschummelt!“, „schmu!“ oder „Betrug!“ Sagt er, die Karten seien geschummelt, und sie sind es, so muss der „Schummler“, der die falschen Karten gelegt hat, den gesamten Stapel Karten auf die Hand nehmen. Sind sie aber richtig, so muss der „Kläger“ den ganzen Stapel auf die Hand nehmen.

Hat ein Spieler vier gleiche Karten, darf er diese ablegen, kann sie aber auch – aus taktischen Gründen – auf der Hand lassen. In diesem Fall ist der Spieler auch fertig, wenn er nur noch „Vierlinge“ auf der Hand hat. Das Spiel ist beendet, sobald nur noch ein Spieler Karten hat.
- Beim Spiel mit einem Blatt zu 52 Karten oder 104 Karten (2 × 52 Karten) wird mit Jokern (52 Karten und drei Joker oder 104 Karten und sechs Joker) gespielt. Ein Joker gilt als korrekt abgelegte Karte. Wird geklopft, so muss der Klopfende die Karten aufnehmen.
- Bei einer weiteren Variante von „Schummeln“ verändert sich der Spielablauf kaum, jedoch muss jeder Spieler versuchen, bei einem Buben auf der Hand diese Karten geschickt unterzumogeln. Das heißt, dass die Karten an sich nie erwähnt werden dürfen. Jedoch können nach wie vor alle vier Karten abgelegt werden, wenn man sie auf der Hand hat.
- Werden die Karten in der Reihenfolge ihrer Werte abgelegt, können die Joker alternativ auch nur als fester Wert gelten. Die Ablegereihenfolge ist dann meist Ass, 2, 3, 4, …, Dame, König, Joker. Bei dieser Variante ist das Risiko, schummeln zu müssen, besonders hoch, wenn der Wert Joker abzulegen ist, da beim Spiel mit 55/110 Karten nur 3/6 Joker vorhanden sind, von den anderen Kartenwerten jedoch jeweils 4/8.
- Um dem Spiel einen zufälligen Verlauf zu geben, werden vor Spielbeginn einige Karten verdeckt aus dem Kartenstoß für den Rest des Spiels beiseitegelegt. Beim Spiel mit 104 oder 110 Karten können dies durchaus 10–20 Karten sein.
- Jeder Spieler erhält nur eine bestimmte Anzahl Karten, der Rest wird verdeckt auf dem Tisch abgelegt. Wenn ein Spieler an der Reihe ist, kann er entweder ablegen und dabei auch schummeln. Hat er jedoch große Sorge, beim Schummeln erwischt zu werden, so kann er an statt eine Karte abzulegen die oberste Karte vom verdeckten Kartenstoß nehmen. Alternativ können die verdeckten Karten auch zu einem Kreis ausgelegt werden, wobei dann anstatt abzulegen eine beliebige Karte aus dem Kreis gezogen werden kann. Die abgelegten Karten werden dann üblicherweise in der Mitte des Kreises platziert. In dieser Variante wird das Spiel auch „Arschloch“ (nicht zu verwechseln mit dem Arschloch oder Bettler genannten Kartenspiel) genannt.
- Hat ein Spieler nur noch eine Karte auf der Hand, so muss er dies ansagen. Vergisst er dies, so darf er diese Karte in der nächsten Runde nicht ablegen, sondern muss eine Strafkarte von den auf dem Tisch befindlichen Karten ziehen.